# Tegalgondo (Wonosari)
Tegalgondo is een bestuurslaag in het regentschap Klaten van de provincie Midden-Java, Indonesië. Tegalgondo telt 3258 inwoners (volkstelling 2010).